# Spoorlijn Wallisellen - Rapperswil
De spoorlijn Wallisellen - Rapperswil, ook als Glatthallinie bekend, is een spoorlijn in het Zwitserse kanton Zürich.

## Geschiedenis
Het traject van de Glatttallinie tussen Wallisellen en Rüti werd door de Glatthalbahn op 1 augustus 1856 geopend. Het traject tussen Rüti en Rapperswil werd door de Vereinigte Schweizerbahnen (VSB) op 15 februari 1859 geopend.
Een half jaar later fuseerde de Glatthalbahn met twee andere ondernemingen tot de Vereinigte Schweizerbahnen.
In 1902 werd de Vereinigte Schweizerbahnen genationaliseerd en de bedrijfsvoering overgedragen aan de Schweizerische Bundesbahnen (SBB).
In oktober 1980 werd begonnen met het aanleggen van het tweede spoor. Op 22 april 1983 werd het deel tussen Wallisellen en Dübendorf in gebruik genomen. Het hele traject was in mei 1985 gereed.
In de herfst van 1989 werd dit traject opgenomen in het net van de S-Bahn Zürich.

## Treindiensten
Op het traject van de Glatttallinie rijden de treinen van de S-Bahn Zürich volgende lijnen:
- S 5: Niederweningen/Rafz - Oberglatt - Zürich HB - Uster - Pfäffikon SZ
- S 9: Zug - Affoltern am Albis - Zürich HB - Uster
- S 14: Zürich HB - Oerlikon - Uster - Wetzikon - Hinwil
- S 15: Affoltern am Albis - Zürich HB - Uster - Rapperswil
- SN 5: Bülach - Oerlikon - Zürich HB - Stadelhofen - Uster - Aathal - Wetzikon - Rapperswil (ZVV-Nachtnet)

## Aansluitingen
In de volgende plaatsen was of is er een aansluiting van de volgende spoorlijnen:

### Wallesellen
- Spoorlijn Zürich - Winterthur

### Dubebdorf
- Spoorlijn Zürich - Winterthur (Zürichberglinie)

### Uster

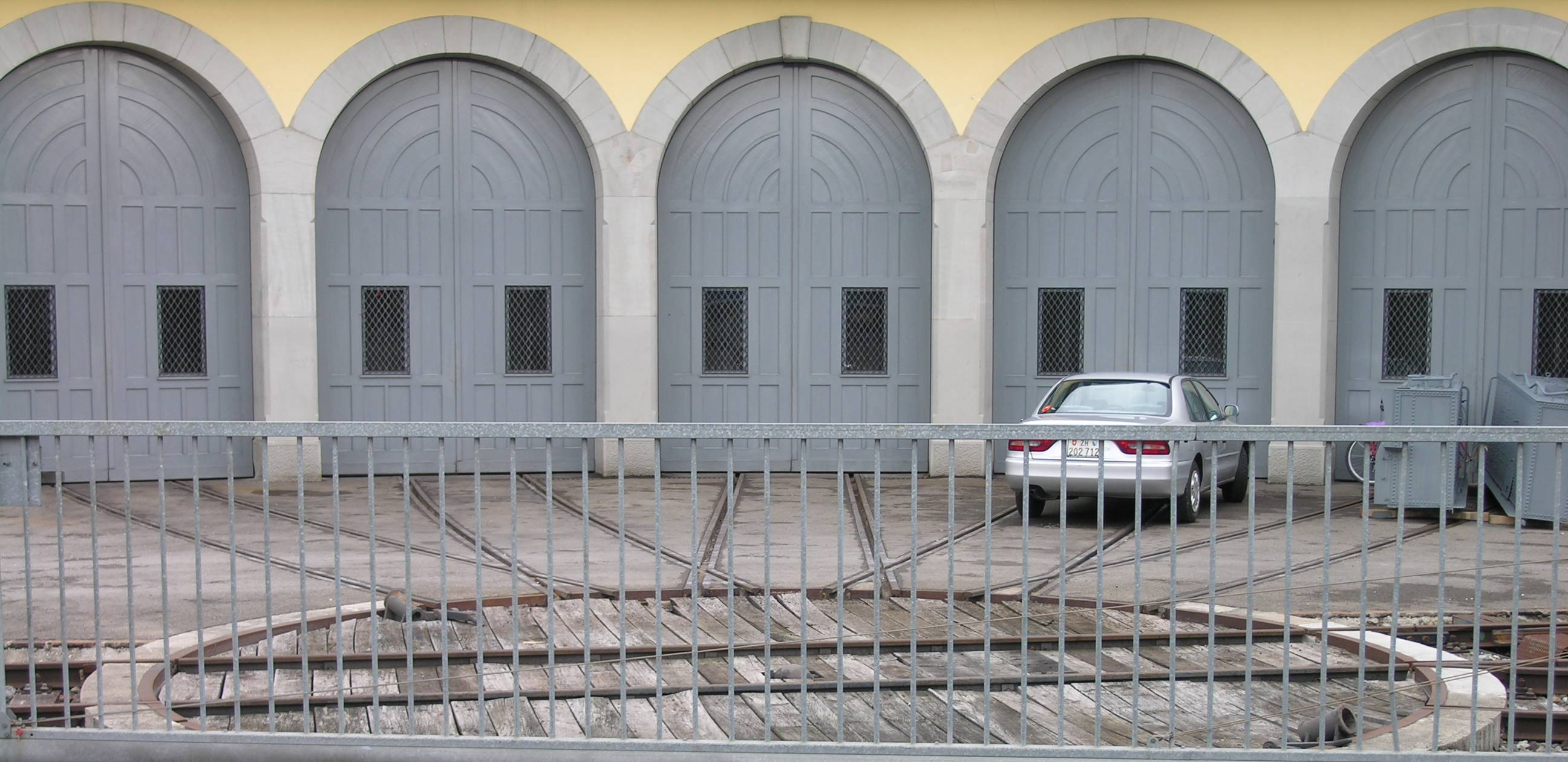
De oudste draaischijf van Zwitserland in Uster

In Uster bestaat uit de tijd van de Vereinigten Schweizerbahnen nog de oudste locomotievenloods met draaischijf van Zwitserland. Tegenwoordig wordt dit depot en de werkplaats gebruikt door de Dampfbahn-Verein Zürcher Oberland als uitvalsbasis voor de museumspoorlijn Bauma - Hinwil. Op 9 september 2006 vond hier het jubileum 150 jaar Glatttallinie plaats.

### Wetzikon
- Spoorlijn Effretikon - Hinwil
- Spoorlijn Wetzikon - Hinwil

### Bubikon
- Spoorlijn Uerikon - Bauma

### Ruti
- Tösstalbahn, spoorlijn tussen Winterthur en Ruti

### Rapperswil
- Rechter Zürichseelinie, spoorlijn tussen Zürich HB en Rapperswil
- Spoorlijn Rapperswil - Ziegelbrücke
- Spoorlijn Rapperswil - Wattwil
- Spoorlijn Rapperswil - Arth-Goldau

## Elektrische tractie
Het traject werd in 1932 geëlektrificeerd met een spanning van 15.000 volt 16 2/3 Hz wisselstroom.